# Luisa Morgantini

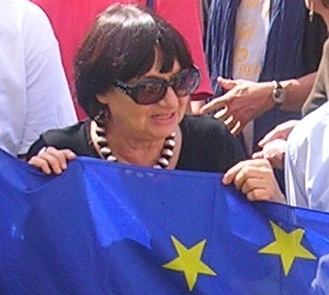
Luisa Morgantini

Luisa Morgantini (* 5. November 1940 in Villadossola) ist eine italienische Gewerkschafterin, Friedensaktivistin und parteilose Politikerin. Sie war von 1999 bis 2009 Mitglied des Europäischen Parlaments und von 2007 bis 2009 dessen Vizepräsidentin.

## Leben
Von 1954 bis 1958 arbeitete sie als kirchliche Mitarbeiterin bei der römisch-katholischen Kirche und von 1958 bis 1964 war sie als Sozialarbeiterin tätig. 1967/1968 studierte sie am Ruskin College in Oxford Soziologie und Wirtschaftswissenschaften. Sie gehörte als erste Frau dem Sekretariat (d. h. Vorstand) der Metallarbeitergewerkschaft FLM in Mailand an.
Als Parteilose wurde Morgantini bei der Europawahl 1999 auf der Liste der Partito della Rifondazione Comunista (PRC) im Wahlkreis Mittelitalien in das Europäische Parlament gewählt. Dort gehörte sie der Konföderalen Fraktion der Vereinten Europäischen Linken/Nordische Grüne Linke (GUE/NGL) an. Sie war 1999–2004 Vorsitzende der Delegation für die Beziehungen zu dem Palästinensischen Legislativrat, 1999–2002 Mitglied des Ausschusses für Industrie, Außenhandel, Forschung und Energie, 2002–04 gehörte sie dem Ausschuss für Entwicklung und Zusammenarbeit und der Delegation für die Beziehungen zu den Ländern Südasiens und der Südasiatischen Vereinigung für Regionale Kooperation (SAARC) an.
Nach ihrer Wiederwahl 2004 war sie in der Legislaturperiode bis 2009 Mitglied des Unterausschusses für Menschenrechte, Delegierte in der Parlamentarischen Versammlung Europa-Mittelmeer und für die Beziehungen zu dem Palästinensischen Legislativrat sowie Mitglied des Entwicklungsausschusses, dessen Vorsitzende sie zudem bis 2007 war. Im Januar 2007 wählte das Europäische Parlament Morgantini zu einer seiner Vizepräsidentinnen. Damit löste sie ihre Fraktionskollegin Sylvia-Yvonne Kaufmann ab. Den Vorsitz im Entwicklungsausschuss verlor die GUE/NGL-Fraktion damals aufgrund des Anwachsens der rechten UEN-Fraktion.
Morganantini ist eine der Gründerinnen des internationalen Unterstützernetzwerks der Jerusalemer „Frauen in Schwarz“. Im Jahr 2002 wurde sie mit der „Goldenen Taube“ des Instituts Archivio Disarmo (IRIAD; „Archiv für Abrüstung“) ausgezeichnet. Im Juni 2008 nahm sie an einer internationalen Konferenz für Gewaltfreien Widerstand im palästinensischen Dorf Bil'in im Westjordanland teil. Das Dorf grenzt unmittelbar an die Israelische Sperranlage, die es von einem Teil seines Ackerlands trennt. Die Konferenzteilnehmer beteiligten sich am wöchentlichen Protestzug der Dorfbewohner gegen den israelischen Mauerbau. Beim Einsatz von Tränengas durch die Israelischen Verteidigungsstreitkräfte (IDF) wurden dutzende Protestierer verletzt, darunter auch Morgantini, die irische Nobelpreisträgerin Mairead Corrigan und der italienische Richter Julio Toscano. Die IDF gaben an, dass aus der Protestgruppe Steine geworfen worden waren.